# Murakami Kakuichi

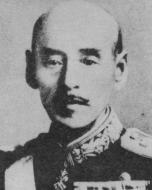
Murakami Kakuichi (1924)

Murakami Kakuichi (jap. 村上 格一; * 1. November 1862 in der heutigen Präfektur Saga; † 15. November 1927) war ein japanischer Admiral der Kaiserlichen Marine, der unter anderem von Januar bis Juni 1924 Marineminister war.

## Leben

### Militärische Ausbildung und Seeoffizier
Murakami Kakuichi, Kindheitsname Kesanosuke, Sohn eines Samurai aus dem Saga-Han (heute: Präfektur Saga) und Adoptivsohn des Konteradmirals Murakami Chōnosuke, begann als Seekadett und Teilnehmer des 11. Lehrgangs am 10. September 1880 seine Ausbildung an der Kaiserlich Japanischen Marineakademie (Kaigun Heigakkō) in Tsukiji sowie ab dem 14. Oktober 1883 auf dem Schulschiff Tsukuba. Nachdem er die Ausbildung als 2. von 26 Teilnehmern abgeschlossen hatte, wurde er am 22. Dezember 1883 zum Fähnrich zur See befördert. Nach seiner Beförderung zum Leutnant zur See (Shōi) am 1. September 1886 wurde er am 6. September 1886 stellvertretender Abschnittsoffizier auf der Korvette Yamato und danach am 22. November 1886 zum Raddampfer Jingei versetzt. Im Anschluss wurde er am 9. April 1888 zunächst stellvertretender Abschnittsoffizier auf der Korvette Tenryū sowie am 20. Juni 1888 stellvertretender Abschnittsoffizier auf dem Geschützten Kreuzer Takachiho, ehe er am 12. April 1889 als Torpedo-Instrukteur an die Marineakademie versetzt wurde. Dort wurde er am 28. August 1889 zum Kapitänleutnant (Daii) befördert und verblieb bis zum 26. November 1890 an der Marineakademie, an der er zuletzt seit dem 19. November 1889 auch Kommandeur der Kadetten-Division war. Im Anschluss fungierte er zwischen dem 26. November 1890 und dem 21. Dezember 1892 als Sekretär des Oberkommandierenden der Bereitschaftsflotte und danach als Abschnittsoffizier und Ausbilder auf der Jingei, ehe er am 27. März 1893 als Offizier auf den Geschützten Kreuzer Yoshino versetzt wurde. Auf diesem nahm er an einer Fahrt ins Vereinigte Königreich teil und war seit dem 7. Juni 1893 Leitender Torpedooffizier dieses Schiffes, mit dem er nach der Rückkehr am 6. März 1894 am 25. Juni 1894 am Gefecht von Pungdo sowie während des Ersten Japanisch-Chinesischen Krieges am 17. September 1894 an der Seeschlacht am Yalu teilnahm.

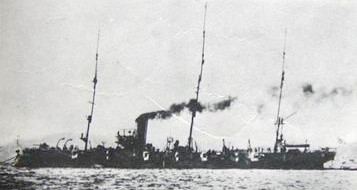
Als Kommandant des Kreuzers Chiyoda nahm Murakami Kakuichi während des Russisch-Japanischen Krieges 1904 an mehreren Seeschlachten teil

Nachdem Murakami vom 1. März 1895 bis zum 26. Juni 1897 Sekretär und Adjutant von Marineminister Admiral Saigō Tsugumichi war, absolvierte er ab dem 26. Juni 1897 ein Studium in Frankreich und wurde in dieser Zeit am 1. Dezember 1897 zunächst zum Korvettenkapitän (Shōsa) und daraufhin am 1. Oktober 1898 zum Fregattenkapitän (Chūsa) befördert. Nach Abschluss des Studiums blieb er vom 25. April 1899 bis zum 20. Mai 1900 als Marineattaché an der Gesandtschaft in Frankreich und wurde nach seiner Rückkehr am 1. September 1900 zunächst als Offizier in den Stab der Bereitschaftsflotte versetzt. Anschließend war er vom 7. Juni 1901 bis zum 1. November 1902 als Adjutant im Stab des Marinedistrikts Yokosuka tätig. Im Anschluss wurde er am 1. November 1902 stellvertretender Kommandant des Turmschiffes Chin’en, ehe er am 7. Juli 1903 als Kommandant des Kreuzers Chiyoda sein erstes eigenes Schiffskommando übernahm. In dieser Verwendung erfolgte am 26. September 1903 seine Beförderung zum Kapitän zur See (Daisa). Als Kommandant der Chiyoda nahm er während des Russisch-Japanischen Krieges am 9. Februar 1904 am Gefecht von Tschemulpo, am 10. August 1904 an der Seeschlacht im Gelben Meer sowie am 14. August 1904 am Seegefecht bei Ulsan teil.
Im Anschluss übernahm Murakami am 12. Januar 1905 den Posten als Kommandant des Panzerkreuzers Azuma und nahm mit diesem vom 27. bis zum 28. Mai 1905 auch an der Seeschlacht bei Tsushima teil, die mit einer vernichtenden Niederlage der russischen Seite endete und vorentscheidend für den Ausgang des Russisch-Japanischen Krieges war. Im Anschluss war er zunächst zwischen dem 5. August 1905 und dem 7. April 1906 Leiter der Abteilung 1 des Marineausbildungskommandos sowie danach vom 7. April 1906 bis zum 28. August 1908 Adjutant im Marineministerium.

### Aufstieg zum Admiral und Marineminister
Nach seiner Beförderung zum Konteradmiral (Shōshō) wurde Murakami am 28. August 1908 Leiter der Abteilungen 1 und 2 des Marineausbildungskommandos und bekleidete diese Funktionen bis zum 1. Dezember 1909. In Personalunion war er ferner seit dem 19. Juli 1909 bis zum 1. Dezember 1912 Leiter des Abteilung 1 des Marineschiffbaukommandos. Am 1. Dezember 1912 wurde Murakami zum Vizeadmiral (Chūjō) befördert und übernahm als solcher bis zum 17. April 1914 den Posten als Direktor der Marinewerft Kure. Nachdem er sich vom 17. April bis 23. Mai 1914 in einer Wartestellung befunden hatte, wurde er am 23. Mai 1915 Direktor des Marineschiffbaukommandos. Im Anschluss fungierte er vom 1. Oktober bis zum 13. Dezember 1915 kurzzeitig als Direktor des Marinetechnikkommandos sowie als Mitglied des Admiralitätsausschusses, ehe er am 13. Dezember 1915 Oberkommandierender der im Zuge des Ersten Weltkrieges wieder aufgestellten 3. Flotte wurde. Diesen Posten hatte er bis zu seiner Ablösung durch Vizeadmiral Arima Ryōkitsu am 6. April 1917 inne und war im Anschluss zwischen dem 6. April 1917 und dem 1. Dezember 1919 Direktor des Marineausbildungskommandos.
Während dieser Zeit wurde Murakami Kakuichi am 2. Juli 1918 zum Admiral (Taisho) befördert und fungierte vom 1. Dezember 1919 bis zum 27. Juli 1922 als Oberkommandierender des Marinedistrikts Kure, ehe er im Anschluss Mitglied des Marinerates war. Am 7. Januar 1924 wurde er von Premierminister Kiyoura Keigo als Marineminister in dessen Kabinett berufen, dem er bis zum Ende von Kiyouras Amtszeit am 11. Juni 1924 angehörte. Anschließend gehörte er vom 11. Juni bis zum 10. Dezember 1924 abermals dem Marinerat als Mitglied an, ehe er nach einer kurzzeitigen Wartestellung am 16. Dezember 1924 zur Reserve versetzt wurde.

## Hintergrundliteratur
- Denis Warner, Peggy Warner: The Tide at Sunrise: A History of the Russo-Japanese War, 1904-1905, Charterhouse, 1974
- Trevor N. Dupuy: Encyclopedia of Military Biography, I B Tauris & Co Ltd., 1992, ISBN 1-85043-569-3.
- J. Charles Schencking: Making Waves: Politics, Propaganda, And The Emergence Of The Imperial Japanese Navy, 1868-1922, Stanford University Press, 2005, ISBN 0-8047-4977-9.